# Francisco Prósper Zaragoza
Francisco Prósper Zaragoza (L'Alqueria de la Cisterna, Mislata, 16 d'octubre de 1920 - Eivissa, 2003) és un contructor de decotars, director artístic, figurinista i guionista cinematogràfic valencià, un dels impulsors dels efectes especials al cinema d'Espanya.

## Biografia
Aficionat a la pintura, música i a l'artesania, va estudiar belles arts a la Reial Acadèmia de Belles Arts de Sant Carles. Després va aprendre modelatge, pintura i tècnica al taller del mestre faller Regino Mas. El 1946 marxà a Madrid, on va treballar als Estudios CEA i als Estudios Sevilla Films sota les ordres de Francisco Canet, que participaven en les produccions de Cifesa. Va ser director artístic a Currito de la Cruz (1949), Balarrasa (1951) i Surcos (1951), on es va encarregar de fer els decorats. S'especialitzà en maquetes, trucatges i efectes especials, i va treballar a produccions cinematogràfiques internacionals que es van rodar a Espanya com Mister Arkadin d'Orson Welles (1955), El Cid d'Anthony Mann (1961), Lawrence d'Aràbia de David Lean (1962), 55 dies a Pequín de Nicholas Ray (1963), La batalla de les Ardenes de Ken Annakin (1965), Viatges amb la meva tia de George Cukor (1972) i Els tres mosqueters de Richard Lester (1976).
El 1957 es va graduar a l'Institut d'Investigacions i Experiències Cinematogràfiques (IIEC), però només va dirigir dos llargmetratges, Confidencias de un marido (1963) i Un día es un día (1968), així com el guió de Los chicos con las chicas. Tanmateix, deixà la direcció i va compatibilitzar la docència a l'Escola Oficial de Cinema amb els treballs com a figurinista i director artístic. El 1994 va fer el guió de la pel·lícula de Joan Piquer i Simón La isla del diablo i va rebre un premi homenatge a les Medalles del Cercle d'Escriptors Cinematogràfics de 1995 per la seva carrera. Després es va retirar a Eivissa, on va morir el 2003.

## Filmografia (com a constructor de decorats)
- 1990: Bethune: La forja de un héroe
- 1990: La grieta (maquetista)
- 1988: El túnel(director artístic)
- 1984: La biblia en pasta
- 1984: Tuareg (maquetista)
- 1982: Nacional III
- 1981: Bodas de sangre
- 1976: Voyage of the Damned
- 1976: Robin i Marian
- 1975: El vent i el lleó
- 1973: Papillon
- 1972: Viatges amb la meva tia
- 1971: Nicolau i Alexandra
- 1970: Cronwell
- 1970: Patton
- 1969: 100 Rifles
- 1968: Krakatoa: East of Java
- 1967: Cervantes
- 1966: Golfus de Roma
- 1965: Crack in the World
- 1964: Tengo 17 años
- 1964: La chica del trébol
- 1964: La caiguda de l'Imperi romà
- 1963: Scherezade
- 1961: Alma aragonesa
- 1960: La paz empieza nunca
- 1959: Suddenly, Last Summer
- 1959: La vida alrededor
- 1959: North West Frontier
- 1956: Calabuch
- 1956: Alexander the Great
- 1955: Mister Arkadin
- 1954; Un caballero andaluz
- 1954: La danza de los deseos
- 1953: Jeromín
- 1952: Lola, la piconera
- 1951: Alba de América
- 1951: Surcos
- 1951: La leona de Castilla
- 1951: Balarrasa
- 1950: Agustina de Aragón
- 1949: Currito de la Cruz